# 還珠格格
『還珠格格』（かんしゅかくかく / ホァンジュグーグー、Huan zhu ge ge）は、瓊瑤による台湾の小説3部作。また、それを原作とした中国と台湾の共同制作によるテレビドラマ、全3シリーズ。 格格は満州語で「姫」の意味という。
テレビドラマは、日本では『還珠姫 〜プリンセスのつくりかた〜』（かんしゅひめ プリンセスのつくりかた）という邦題で第1シリーズのみ、サンテレビ、新潟テレビ21、とちぎテレビで日本語吹き替え版が放送された。

## あらすじ
乾隆帝の治世が始まり24年目のある日、祭祀のため天壇に向かう皇帝の姿を一目見ようとごった返す路傍の民衆の中、驚愕の声を上げる一人の少女がいた。「お嬢様、あれは小燕子（シャオイェンズ）では?」輿の上から民衆に手を振りつつ進んでゆく姫君。それは驚愕の声を上げた少女金瑣（ジンソー）が幼い頃から小間使いとして仕えるお嬢様である夏紫薇（シャツーウェイ）が、北京で義姉妹の契りを結んだ長屋住まいの貧しい少女・小燕子だったのだ。しばらく前から行方不明になっていた小燕子が、なぜ姫君に? 2人、そして同じ長屋に住む柳青（リウチン）柳紅（リウホン）の兄妹は必死に小燕子に呼びかけるが、彼女は気付かない。
民衆から上がる「還珠姫様」の声。その名の意味を尋ねると、あの輿に乗った姫君は、乾隆帝が民間から迎えた養女だという答えが返る。還珠姫、帰って来た宝物の姫君。その意味を知って愕然とした紫薇は、次の瞬間行列へと乱入していった。「どういうことなの? 説明して! 小燕子! あなたがお姫様なら私は何?」
実は、夏紫薇こそが真の還珠姫、乾隆帝が19年前にお忍び先で見初めた娘との間に生まれた、知られざる姫君だったのである。なぜこんな取り違えが起こってしまったのか……。

## 登場人物

### 主要登場人物
小燕子（シャオイェンズ）
日本語吹き替え：魏涼子
戌年の生まれ北京育ちの貧しい18歳の少女。柳青（リウチン）、柳紅（リウホン）の兄妹と同じ長屋に住み、老人達や子供達の世話をしたり、大道芸で稼ぐ傍ら、時折盗賊稼業にも手を出している。辛うじて物心ついた頃に尼寺の前に置き去りにされ、両親の記憶はない。苗字は江（チャン）らしいが定かではなく、夏紫薇と義姉妹の契りを結んだ際に彼女の姓をもらって夏（シャ）を姓とし、誕生日も紫薇より1日早い8月1日と自分で定めた。その後、紫薇から預かった証拠の品を持って乾隆帝に会いにお狩場へと忍び込んだ際に、永琪（ヨンチー）の射た矢にあたってしまい、そのまま数日意識不明の重体に。その間に、彼女が携えていた証拠の品を見た乾隆帝から、すっかり自分の子供と勘違いされてしまい、平和裡に誤解を解く機会を得られないまま姫として宮中に住むこととなる。もっとも、18年ぶりに所在が明らかになった姫君＝18年間放っておかれた女性の娘、ということになり外聞が悪いため、表向きは養女を迎えたことにしての還珠姫誕生であった。
乾隆帝に住まいとして与えられた漱芳斎では、御付の侍女である明月（ミンユエ）、彩霞（ツァイシア）、宦官の小鄧子（シャオドンズ。腰掛君）、小卓子（シャオジョーズ。机君）に「私め」という自称を禁じて友達感覚で付き合うなど、宮中に新風を吹き込み、王子である永琪（ヨンチー）や、宰相の息子の福爾泰（フーアルタイ）もこの型破りな姫君に好感を抱く。
その一方で、皇后は彼女に疑いを抱き、何とかしてぼろを出させようと、あの手この手を尽くしてくる。小燕子を偽者だと暴けば、彼女の後見を勤めている令妃、現在乾隆帝の寵愛を受けている彼女を失脚させることができるのだ。真の還珠姫、義理の妹の夏紫薇になんとかしてその身分を返そうと奮闘し、時には宮中を抜け出そうとさえする小燕子の行動は、皇后という敵のある宮中ではあまりにも危うい……。
夏紫薇（シャツーウェイ）
日本語吹き替え：水城レナ
戌年の8月2日に山東省済南の裕福な家に生まれた少女。百日紅（中国語では紫薇）の咲く季節に生まれたことから、紫薇と名付けられた。19年前にお忍びでこの地を訪れた若き乾隆帝と夏雨荷（シァユーホ）の間に生まれた姫君。それぞれ非常な教養人だった両親の血を受け継ぎ、詩や琴、囲碁にも素晴らしい才能を見せる、生まれながらのお姫様だが、その血統を証し立てるのは、かつて乾隆帝が夏雨荷に与えた、自作の詩を書いた扇と煙雨図の掛け軸のみ。
母の死に際に初めて、その父が乾隆帝であると教えられ、家を売って旅費を作り、小間使いの金瑣（ジンソー）とともに父に逢うため、はるばる北京へとやってくる。が、役人に何の伝手もない彼女が乾隆帝に対面するのは不可能に等しかった。ふとした偶然で小燕子と出会い、旅費も尽きかけていたことから彼女の住む貧乏長屋へと移り住み、彼女と義姉妹の契りを結ぶ。その後、何とか紫薇を乾隆帝に逢わせようと知恵を絞った小燕子の提案でお狩場へ向かうも、余人が侵入できぬよう厳重に封鎖されたお狩場へ忍び込む手段は、崖をよじ登ることのみ。お嬢様育ちの紫薇にそれができようはずもなく、身軽な小燕子に証拠の品を託し、お狩場へ忍び込んでもらう。まさかそれが運命の分かれ目になるとは全く知らずに……。
「還珠姫」の後を追って乾隆帝の行列に乱入し、不審者として袋叩きに遭うも、そこで福爾康（フーアルカン）に出会い、身の上を打ち明けて以降は福爾康の家、宰相である福家の屋敷にて金瑣ともども真の姫君として保護されることになる。なんとかして自分に姫君の身分を返そうとしている小燕子の心中を知ってからは、宮中で皇后に睨まれている小燕子の立場の危うさをひたすらに案じ続ける日々となり、遂に耐えかねて小燕子付きの侍女として金瑣とともに福家から令妃を通して推挙してもらい、ようやく宮中に入って、乾隆帝との体面も叶う。
が、なんとかして紫薇こそが姫君であると気づいてもらおう、でなければいっそ紫薇も養女にしてもらおうという思いに基づく小燕子と紫薇の行動は、新たな寵姫誕生の兆しとして、いっそうの皇后の暗躍を誘うこととなる。さらには乾隆帝までもが、かつて愛した夏雨荷に瓜二つの容姿とその才能、（娘から父へのものとしての）その情愛の細やかさから、紫薇に好意を抱くように……。
乾隆帝
日本語吹き替え：中村浩太郎
清朝第6代皇帝。この皇帝が民間から養女を迎えた、という伝説に基づいてこの物語は作られている。19年前にお忍びで済南を訪れた際、夏雨荷（シャユーホ）を見初め、その両親の許しも得て愛を育むも、国情の変化を受けて急ぎ北京へ戻ることとなった。その際に宮中への迎えを寄越すことを夏雨荷に約束するも、紆余曲折の果て、その約束が果たされることはなかった。が、彼女の存在を忘れ去ることはなかった模様。
夏雨荷との間に娘が生まれていたことは全く知らず、彼女の形見となった証拠の品を携えて現われた小燕子を、夏雨荷と自分の娘だと思い込み、還珠姫の称号を与えて溺愛する。基本的に人に逆らわれるという経験をしたことのない皇帝育ちだが、小燕子の率直な物言いや反抗については、夏雨荷への負い目もあって特に咎めることはせず、この野育ちの姫君をそのままに面白がっていることが大半。
が、その情愛はあくまで小燕子を自分の娘だと思っていることに基づいているため、小燕子の正体を知っている人々にしてみれば気が気ではない。君主を欺くのは大罪であり、表沙汰になれば関わった全員が打ち首となるのだ。この事態の重さが、物語の最後まで人々を右往左往させることに……。
小燕子や永琪（ヨンチー）による呼び掛け「父上」は皇阿瑪（阿瑪は阿を一声で発音すると中国語でのお母さんだが、四声で発音すれば満州語でのお父さんになる。皇阿瑪で皇帝であるお父さん）。
金瑣（ジンソー）
日本語吹き替え：佐々木亜紀
17歳。8歳の時から紫薇に仕えている小間使いで、北京へも共に出て来た。義姉妹の契りこそ結んではいないが、紫薇とは姉妹同然である。何事もお嬢様第一であり、小燕子が証拠の品を持ったまま行方不明になったときには真っ先に持ち逃げの疑いを口にするなど、割と世知に長けている。紫薇と共に育ってはいるが、字を書いたりはあまり得意ではない様子で、小燕子に乾隆帝が課した礼運大同編百回書き写しの手伝いの際には「字を書くのは苦手」と明言し、実際小燕子と大して変わらない悪筆振りを披露。
永琪（ヨンチー）
日本語吹き替え：津田英佑
乾隆帝の皇子であり、跡取り候補と目されていることから、皇后からの風当たりは強い。実母は愉妃で、この時点では既に死亡している。お狩場で小燕子を射てしまったことから、この「妹」とはかなり親しく付き合うように。皇后からの風当たりは強いとは言え、弱みは握られていないため、有事の際の風除けとしての役割を率先して果たしてくれる、よきお兄ちゃんである。小燕子の正体を知ってからは、その好意は恋愛感情に変わり、愛しい相手を打ち首にさせないためにも、乾隆帝に対し何とか穏便に事の真相を伝えるべく、小燕子たちと奮闘することに……。
通称は五阿哥（ウーアーガ。五番目の皇子さま。阿哥はここで中国語の兄ではなく、満州語での王子様である）であり、ドラマ内で字幕は「永琪様」となっているシーンも、大半は此方で呼ばれている。
福爾康（フーアルカン）
日本語吹き替え：三宅淳一
宰相である福家の長男。宮中の近衛を務めている。弟ともども乾隆帝に眼を掛けられ、一度は姫君の婿に選ばれたこともあるが、肝心の姫が病死してしまったため、現在は保留中。紫薇を自宅に匿ううち、その人柄に触れて恋に落ち、告白。紫薇も彼を憎からず想っていたため、めでたく両想いに。彼自身は、たとえ身分が明らかにならないままの庶民の娘としてでも紫薇を正妻に、と思っているのだが、なにぶん皇帝の婿候補、という立場であるため、このままいくと紫薇はいずれ妾ということになってしまうため、いったんは小燕子を守るため身を引いて済南へ帰るつもりとなっていた紫薇を説得し、表向きは庶民の娘である紫薇との結婚に反対していた両親をも説得して、彼女を乾隆帝の娘として自分の妻に与えてもらうべく、小燕子たちと共に奮闘を開始する。
やや年長であることもあり、一見すると冷静な貴公子だが、こと紫薇のこととなると日頃の冷静さをかなぐり捨てて直情傾向を剥き出しにし、暴走してしまうこともしばしば。そのたびに、弟や紫薇にたしなめられている。この暴走状態の時には、辛うじて敬語は保っているものの、永琪に対してもビシバシと指示を飛ばす。
福爾泰（フーアルタイ）
宰相である福家の次男。兄ともども乾隆帝に眼を掛けられている立場であり、永琪の学友でもある。小燕子には当初から恋愛感情を抱いていたが、実際には彼女が姫君ではなく血は繋がっていないため、永琪の恋愛対象になるとわかった時点で身を引いた。割合直情傾向にある兄に比べると、シビアに物事を見て策を立てるタイプである。永琪とは、敬語こそ使っているものの、ほぼ対等な友達関係にあり、小燕子のことで彼をからかうこともしばしば。

### 宮中の人物

#### 坤寧宮の人々
皇后（継皇后烏喇那拉氏）
日本語吹き替え：瀬尾恵子
前皇后亡き後、優しく聡明な人柄を見込んで新皇后に立てられた、はずが、今や皇后の権力を揮えるだけ揮って自分の敵全てを追い落とそうとする、恐るべき女人と化してしまっている。皇帝の寵愛は既にかなり薄らいでおり、そのことも彼女の行動に拍車を掛けている。息子が1人いるがまだ幼いため、跡取り候補として優勢な永琪を敵視、隙あらば追い落とそうと狙っている。
現時点で乾隆帝の寵愛を得ている令妃についても、生んでいるのは姫2人で王子はいないとは言え、宰相の福家と縁続きであるその存在感、及び永琪と親しいという事実は見過ごせるものではない。乾隆帝以外の宮中の人間は、全員彼女より身分は下にあるため、表立って彼女に逆らうことはできず、ゆえに彼女に目をつけられるということは、それだけで命の危険すら意味している。乾隆帝もその本性をいくらか察してはいるが、そこまでとは思わず、寵愛を薄れさせている実感もある負い目から、皇后という身分を慮って放置している状態。
乳母である容（ロン）ばあや、及び息子（ドラマには未登場）に対してのみは、人間味のある態度を見せ、自分の命令で行なった紫薇への虐待を咎められた容ばあやを必死に庇うシーンもあった。
容ばあや（ロン）
日本語吹き替え：林香織
皇后の乳母であり、彼女が嫁ぐ時に共に宮中へとついてきた皇后の忠実なる部下。ひたすらに皇后様第一のその行動は、ある意味紫薇に対する金瑣のそれと共通していなくもない。が、皇后の明らかな過ちをも正すことは決してせず、ただひたすらにその言葉に従い、姫の身分である小燕子に対してはともかく、表向きには一介の侍女に過ぎない紫薇や金瑣に対しては凄まじい残虐さを見せる。
賽威（サイウェイ） 賽広（サイクァン）
爾康の部下であり、坤寧宮の護衛を務めている。このため、皇后の命に従って動かざるを得ない立場だが、内心では皇后の非情な命に従いかねているところもあり、紫薇拉致監禁拷問事件の際は、表立ってではないが救出に協力している。
李ばあや（リー）
皇后つきのばあやの一人。紫薇への拷問に加わっていたが、紫薇が名前を出さなかったため罪を免れる。
皇十二子（十二阿哥 乾隆帝皇十二子貝勒永璂）
皇后の産んだ息子。この皇子がまだ幼く、年上の有能な皇子も多いことにより皇位の継承争いからは一歩遅れを取った立場にあることが、他の妃を始めとする乾隆帝の寵愛を受ける者たちへの、皇后の残虐なまでの排斥行為の原因となっている。

#### 宮中のその他の人々
令妃（後の孝儀純皇后魏佳氏）
現在もっとも乾隆帝の寵愛を得ている妃。宰相である福家とは、夫人がいとこに当たる縁戚関係。小燕子が宮中に来た当初に、小燕子と乾隆帝の顔立ちが似ている、と口にし、知らず知らずに乾隆帝の誤解を助長してしまった。このため、（彼女自身は小燕子が偽者だとは全く知らないながらも）小燕子の正体が暴かれることは、令妃の失脚及び福家の失脚をも意味してしまうことに……。
作中、皇后の台詞で「姫を2人続けて産み、息子は産んでいない」とあるが、史実での令妃は令妃に封じられた7年後の乾隆帝の治世21年目に公主を産み、翌年に王子（4歳で夭折）、更に翌年公主を出産、2年後にもう1人王子を産み、更に皇后となった翌年にも王子を1人産んでいる。
臘梅（ラーメイ） 冬雪（ドンシュエ）
令妃づきの侍女。お狩り場で射られて意識不明だった小燕子が令妃の宮にいた時、彼女の看病をしたのもこの2人。
紀暁嵐（ジーシャオラン）
宮中に仕える学者であり、朝廷のご意見番を務める。永琪や爾泰ら王子と良家の子弟の学問の師であり、後には小燕子もその弟子に加わることに。紫薇の才能に感服する一方、小燕子の頓智や意外と物事の本質を鋭く見抜いているところも結構楽しんでいる懐の広い人物である。小燕子が宮中に現われた当初に、彼女を隠し子ではなく民間から迎えた養女としてお披露目することを提案し、「還珠姫」の号を考案したのもこの人。
傅恒（フーハン）
乾隆帝側近の軍人。
鄂敏（オーミン）
乾隆帝側近の軍人。お狩り場周辺の警備では責任を負っていた他、お忍びにも同行。風流心にはやや欠ける人物。
李医師（リー）
宮中に仕える初老の医師。お狩り場での狩りに同行し、重傷を負った小燕子への応急手当をした。
胡明芳（フーミンファン）
宮中に仕える老医師。小燕子の傷を治療した他、お忍びにも同行し、重傷を負った紫薇の手当てをしている。

### 小燕子の関係者
柳青（リウチン） 柳紅（リウホン）
北京に住む、武芸を得意とする義侠心に富んだ兄妹。小燕子と同じ長屋に住み、共に大道芸を演じている。小燕子の盗賊稼業の方にはかかわっている描写はない。大道芸を演じる際には山東省訛を丸出しにして「父親の葬儀費用と帰郷の旅費」を募っているが、普段は普通に北京語でしゃべっているため、山東省出身というのが嘘か本当かは不明（父親の葬儀費用と帰郷の旅費が必要、という方は真っ赤な嘘）。
紫薇が行列に乱入した際に衛兵に袋叩きに遭っている彼女を助けようと奮戦、このため捕らえられるが、紫薇に頼まれた爾康によって釈放される。が、この時紫薇の件について口止めされ、後には長屋からも他の住民ともども引越すように命じられる（どちらも、紫薇と小燕子の正体が皇后の手の者に伝わるのを防ごうという爾康の判断によるもの）。柳青はどうやら小燕子に好意を持っていた模様だが、姫となってしまった彼女は既に彼の手が届く存在ではなかった。紫薇の秘密を打ち明けてもらえず、以降基本的には蚊帳の外に置かれることになるが、柳青は後に自力で真実を推察、最後まで妹と共に、小燕子たちのために奮闘する。
長屋の人々
基本的に老人老女と子供達ばかり。働き盛りなのは柳兄妹と小燕子、後に加わる夏紫薇・金瑣のみで、この5人の双肩×5に全員の生活がかかっている。子供達には以前は小燕子が三字経（小燕子が以前いた尼寺で教わり、唯一覚えているもの）を暗誦させ、後には紫薇も色々教えている模様。子供達のなかでは小豆子という子供が比較的勉強熱心らしく、小燕子は梁家の結婚式で盗みを働く際、この子のために蝋燭と燭台を持ち帰ろうとしている。
この長屋の住民のうち、最終的に3人までもが宮中入りすることになったため、これが噂となった挙句皇后の手の者に探りを入れられて小燕子の正体がばれたりしないよう、爾康が柳青に引越しを指示し、全員がこの長屋を引き払った。この引越し費用は、爾康のポケットマネーで賄われている。

#### 漱芳斎の人々
明月（ミンユエ） 彩霞（ツァイシア）
乾隆帝によって小燕子付きとして与えられた侍女。漱芳斎への異動早々に小燕子によって彼女に対する時の言葉遣い「私め（奴婢不才）」「死んでお詫びを（奴婢該死）」などを禁じられる。自分達を対等な存在として扱う小燕子に戸惑いつつも、彼女のことは大好きで、叱られて落ち込む小燕子の傍で、2人して涙ぐむシーンも。小燕子に乾隆帝が課した礼運大同編百回書き写しの手伝いの際には、この2人も小燕子と大して変わらない悪筆振りを披露した。2人並んでやや背の高い方が明月。
小鄧子（シャオドンズ。腰掛君） 小卓子（シャオジョーズ。机君）
乾隆帝によって小燕子付きとして与えられた宦官。自分達を対等な存在として扱う小燕子にはやはり戸惑いつつも彼女のことが大好きなのは明月・彩霞と同じ。小鄧子の「鄧」は苗字であり、本来の意味は「腰掛君」ではなく「鄧ちゃん」。小卓子も本来「小杜子（シャオトゥズ。杜ちゃん）だったのだが、小燕子によって「小肚子（シャオトゥズ。お腹君）」と聞き間違えられ、小鄧子とセットだし、と小卓子に改められた。ドラマでは丸っこい顔の方が小鄧子、やや小柄な方が小卓子。小燕子が何か書く際には小鄧子が墨磨りを、小卓子が紙切りを担当。礼運大同編百回書き写しの手伝いの際には「無理です」と断っているため、この2人も字を書くのは苦手な模様。
高遠（カオユアン） 高達（カオダー）
皇后による紫薇誘拐監禁事件の後、漱芳斎に配置された護衛。

### 夏紫薇の関係者
夏雨荷（シャユーホ）
雨に濡れた蓮の花、の意味の名を持つ、娘に瓜二つの女性（乾隆帝による回想シーンへの登場のみだが、演じている役者は紫薇と共通）。19年前、両親にも認められて乾隆帝との間に愛を育み、翌年の夏には紫薇をもうけるも、その前年に乾隆帝が済南を去る際の約束だった宮中からの迎えは遂に訪れず、その父親は憤死、以降は女手一つで紫薇を育てることに。自身大変な才女であり、娘にもいつか宮中へ迎えられた時に恥じないだけの教養を身に着けさせる。最期まで乾隆帝のことを想っており、紫薇の奏でる雨荷の作った歌曲にはその想いと悲しみが滲み出ている。乾隆帝による回想シーンを見るに、どうもややドジっ子だった気配が漂う。

### 爾康・爾泰の関係者
福倫（フールン）
爾康・爾泰の父。宰相を務める。妻が令妃のいとこであるため、間接的に還珠姫小燕子の実家代わりとして後ろ盾をも務めることに。爾康が連れ帰ってきた夏紫薇こそが真の姫だという事実に愕然としつつ、屋敷に紫薇を匿うが、2人が恋仲となったことには戸惑いを隠せない。紫薇が姫の身分を小燕子に譲り、身を引こうとした際は、表向きには一庶人ということにしかならない紫薇を名家の正妻にはしかねること、かと言って実際には姫だとわかっている紫薇を使用人と同等である妾にもしかねることから、2人の交際に反対した。
福晋（フーチン）
爾康・爾泰の母。令妃のいとこに当たる。礼儀正しく教養もある紫薇を非常に気に入ってはいるが、夫と同様の理由から2人の交際には反対し、紫薇に身を引いてくれるよう頼む。が、紫薇の残した手紙と、涙ながらの爾康の訴えに心を打たれ、以降は2人が無事に結ばれるよう、紫薇が無事に真の姫と認められるようにするため協力を惜しまない。

### その他の登場人物
賽婭（サイヤ）
チベット王の清朝への貢納に同行してきたチベットの姫君。小燕子に負けず劣らずの気の強さとお転婆振りを誇り、武術の腕は小燕子以上。チベット王へのもてなしとして開催された清対チベットの武術大会では、小燕子と激しい応援合戦を繰り広げる。その後、飛び入り参加の爾康によって次々にチベットの勇士が倒されてしまったことから、自らも飛び入り参加して爾康と戦い、負かされてしまったことで爾康に惚れ込んでしまう。このため、チベット王を通じて爾康との結婚の許可を乾隆帝に求め、乾隆帝がこれを了承してしまったことから、物語は一気にクライマックスへ向かうことに……。
梁廷桂（リャン）
悪徳役人。紫薇たちは北京に来た当初、この人物に宮中への取次ぎを頼もうとしていたが、役所へ行っても出勤しておらず、路上での直訴も無視される始末。翌日が息子の結婚式、との情報を得て祝賀客に紛れてその屋敷を訪れた紫薇たちは、前日に花嫁の実家に盗みに忍び込んで花嫁の自殺未遂に出くわし、そのまま身代わりの花嫁役をしていた小燕子が金目のものを掻き集めて逃げ出そうとしているのと、運命の出会いを果たすことに。その後、その親戚筋が悪事を働いているところにお忍び中の乾隆帝が行き逢い、小燕子によって梁の悪事も芋蔓式に暴かれたことから失脚したものと思われていたが、終盤において意外な形で再登場を果たすことに……。

## 書籍
日本語翻訳も2005年に徳間書店より出版されている。
- 『還珠姫』 （徳間書店、2005年10月21日発売） ISBN 978-4-19-862080-6
  - 著者 - 瓊瑤
  - 翻訳 - 阿部敦子
  - 表紙イラスト - 正子公也

## テレビドラマ
1998年以降、第3部までドラマが製作された。1998年に放送された第1部の平均視聴率が47％、翌年に放送された第2部の平均視聴率が54％である。またマレーシアやシンガポール、ベトナム、タイ、モンゴル、ロシア、ウクライナなどの国々でも放送された。これらのことにより、国産ドラマに危機を感じた当時の韓国3大テレビ局は「中国語テレビドラマ封鎖令」を出し、中国語ドラマが韓国国内で放送することを禁じた。1999年、中国テレビ最高賞-中国テレビ金鷹賞最優秀テレビシリーズ、最優秀主演女優賞（ヴィッキー・チャオ）。
日本では『還珠姫 〜プリンセスのつくりかた〜』という邦題で第1部のみ、サンテレビなどで日本語吹き替え版が放送された。
さらに2011年、湖南衛視にて「還珠格格之燕兒翩翩飛」「還珠格格之風兒陣陣吹」「還珠格格之人兒何處歸」の3部構成全96話にてリメイク版が7月16日から9月8日まで放送されたが、主要登場人物に西洋人の追加、ストーリーの変更があり、中国大陸で論議を呼んだ。

### キャスト
- 小燕子：趙薇（ヴィッキー・チャオ）
- 乾隆帝：張鉄林
- 夏紫薇：林心如（ルビー・リン）
- 永琪：蘇有朋（アレック・スー）
- 福爾康：周杰（チョウ・キット）
- 福爾泰：陳志朋
- 金瑣：范冰冰（ファン・ビンビン）
- 皇后：戴春栄
- 令妃：娟子
- 容ばあや（容嬤嬤）：李明啓
- 柳青：陸詩雨
- 柳紅：陳瑩
- 福倫（宰相）：海波
- 福晋（宰相の妻）：劉芳
- 紀暁嵐：劉丹
- 寒婭：張恒
- 小鄧子：薛巌
- 小卓子：李楠
- 明月：魚夢潔
- 彩霞：劉芳毓
- 梁廷桂：劉偉

### 日本語吹き替え
- 小燕子（シャオイェンズ）：魏涼子
- 夏紫薇（シャツーウェイ）：水城レナ
- 金瑣（ジンソー）：佐々木亜紀
- 永琪（ヨンチー）：津田英佑
- 福爾康（フーアルカン）：三宅淳一
- 皇后：瀬尾恵子
- 容ばあや：林香織
- 乾隆帝：中村浩太郎
- 賽広：黒澤剛史
- 高達：粕谷雄太
- 「還珠姫」（レギュラー）：原田晃

### ソフトウェア

#### DVD
発売元：ビクターエンタテインメント株式会社
- 「還珠姫 〜プリンセスのつくりかた〜 DVD-BOX」（2008年11月28日発売、6枚組(VMSS-1)：VMSR-1/6）
日本放映版なので、中国語に日本語字幕、日本語吹き替え、の2つのモードで視聴可能だが、中国語字幕は収録されていない。なお、カットされているシーンも多い模様。

### 受賞歴
- 第17回中国ドラマ金鷹賞：作品賞、主演女優賞（ヴィッキー・チャオ）